# Fleurs bleues
Fleurs bleues (青い花, Aoi Hana) est un manga écrit et dessiné par Takako Shimura. Il a été prépublié dans le magazine Manga Erotics F entre le 17 novembre 2004 et le 6 juillet 2013 et édité au Japon par Ohta Publishing, et en France par Asuka puis repris par Kazé. Une adaptation en anime produite par le studio J.C.Staff et réalisée par Ken'ichi Kasai a été diffusée entre le 2 juillet 2009 et le 10 septembre 2009 sur Fuji TV.
Fleurs bleues est un yuri de type lesbien, réputé pour son approche réaliste du sujet. L'histoire est centrée sur le développement de la relation entre Fumi Manjōme, une lycéenne lesbienne, et son amie d'enfance Akira Okudaira.

## Synopsis
Fumi et Akira, lors de leur enfance, étaient meilleures amies, Akira agissant comme la protectrice de la sensible Fumi. Mais Fumi finit par déménager et les deux jeunes filles perdent contact. Dix ans plus tard Fumi revient dans sa ville natale. Elle est agressée par un homme dans le train alors qu'elle se rend au lycée, par coïncidence elle est sauvée par Akira, qui fréquente un lycée voisin. Fumi et Akira redeviennent rapidement de proches amies, et comme si rien n'avait changé, elles rétablissent leur relation de la même façon que lorsqu'elles étaient enfants : Akira protégeant Fumi.
Mais une chose a changé : Fumi est aujourd'hui lesbienne, et commence à fréquenter une troisième année de son nouveau lycée nommée Yasuko Sugimoto. Elle prend alors la décision de faire son coming out auprès d'Akira.

## Média

### Manga
Le manga a été écrit et dessiné par Takako Shimura, prépublié dans le magazine Manga Erotics F par Ohta Publishing à partir du numéro 30 du 17 novembre 2004 et le numéro 82 du 6 juillet 2013. Le manga est ensuite publié en huit volumes du 15 décembre 2005 au 12 septembre 2013 au Japon,. Il est aussi publié en français par Asuka. Il est aussi publié en anglais au format numérique par Digital Manga Publishing.

#### Liste des volumes
| no | Japonais          | Japonais          | Français          | Français          |
| no | Date de sortie    | ISBN              | Date de sortie    | ISBN              |
| -- | ----------------- | ----------------- | ----------------- | ----------------- |
| 1  | 15 décembre 2005  | 978-4-7783-2005-8 | 11 juin 2009      | 978-2-84965-611-2 |
| 2  | 13 décembre 2006  | 978-4-7783-2032-4 | 24 septembre 2009 | 978-2-84965-671-6 |
| 3  | 18 mars 2008      | 978-4-7783-2053-9 | 10 décembre 2009  | 978-2-84965-708-9 |
| 4  | 23 avril 2009     | 978-4-7783-2084-3 | 20 août 2010      | 978-2-84965-825-3 |
| 5  | 18 février 2010   | 978-4-7783-2108-6 | 25 avril 2012     | 978-2-82030-361-5 |
| 6  | 12 mai 2011       | 978-4-7783-2141-3 | 15 mai 2013       | 978-2-82030-576-3 |
| 7  | 19 juillet 2012   | 978-4-7783-2170-3 | 3 septembre 2014  | 978-2-82031-813-8 |
| 8  | 12 septembre 2013 | 978-4-7783-2209-0 | 7 janvier 2015    | 978-2-82031-868-8 |

### Émission webradio
Une émission webradio de 19 épisodes destinée à la promotion de la série et nommée Aoi Hana: Sweet Blue Radio (青い花 〜Sweet Blue Radio〜) a été diffusée entre le 26 juin et le 30 octobre 2009 sur la station de radio HiBiKi, avant d'être rediffusée du 3 juillet au 6 novembre 2009 sur Media Factory Net Radio. L'émission qui était diffusée tous vendredis était animée par Ai Takabe et Yūko Gibu, qui sont respectivement les seiyū de Fumi et d'Akira dans l'anime. Chiemi Ishimatsu, la seiyū de Yasuko a participé à l'émission le temps de trois épisodes en août 2009. Un CD contenant les épisodes existants ainsi que des inédits a été publié le 22 décembre 2009.

### Anime
Une adaptation anime de onze épisodes est produite par le studio d'animation J.C.Staff et réalisée par Ken'ichi Kasai. La diffusion au Japon a été faite entre le 2 juillet et le 10 septembre 2009 sur la chaîne Fuji TV. Une diffusion en ligne a aussi été faite sur le site Crunchyroll. L'anime a été licencié par The Right Stuf International en DVD sous leur label Lucky Penny le 5 mars 2013,.
La musique du générique de début est Aoi Hana (青い花) par Kukikodan, quand celle du générique de fin est Centifolia (センティフォリア, Sentiforia) par Ceui. Le single Aoi Hana est publié le 22 juillet 2009, suivit par le single Centifolia le 5 août 2009. La bande originale de l'anime est publiée le 26 août 2009 par Lantis. Le producteur Kōji Yamamoto de Fuji TV explique qu'une seconde saison de l'anime n'est pas prévue à cause des faibles ventes du DVD.

#### Liste des épisodes
| No | Titre français                    | Titre japonais | Titre japonais         | Date de 1re diffusion |
| No | Titre français                    | Kanji          | Rōmaji                 | Date de 1re diffusion |
| -- | --------------------------------- | -------------- | ---------------------- | --------------------- |
| 01 | Contes de la fleur                | 花物語         | Hana Monogatari        | 2 juillet 2009        |
| 02 | Orage de printemps                | 春の嵐         | Haru no Arashi         | 9 juillet 2009        |
| 03 | Lorsque je me réveille le matin   | 朝目覚めては   | Asa Mezamashite wa     | 16 juillet 2009       |
| 04 | L'adolescence est belle           | 青春は美わし   | Seishun wa Uruwashi    | 23 juillet 2009       |
| 05 | Les Hauts de Hurlevent (Partie 1) | 嵐が丘 (前編)  | Arashi ga Oka (zenpen) | 30 juillet 2009       |
| 06 | Les Hauts de Hurlevent (Partie 2) | 嵐が丘 (後編)  | Arashi ga Oka (kōhen)  | 6 août 2009           |
| 07 | Jours de jeunesse                 | 若葉のころ     | Wakaba no Koro         | 13 août 2009          |
| 08 | L'amour est aveugle               | 恋は盲目       | Koi wa Mōmoku          | 20 août 2009          |
| 09 | Rêve d'une nuit d'été             | 夏の夜の夢     | Natsu no Yo no Yume    | 27 août 2009          |
| 10 | Le prince bienheureux             | 幸福の王子     | Kōfuku na Ōji          | 3 septembre 2009      |
| 11 | Feu d'artifice d'hiver            | 冬の花火       | Fuyu no Hanabi         | 10 septembre 2009     |

## Accueil
Erica Friedman, présidente de la Yuricon, a commenté les versions manga et anime de Fleurs bleues, où elle loue les dessins de Takako Shimura, et comment l'anime se réapproprie les traits de ces dessins. Du côté du scénario, centré sur les personnages et non sur l'action, elle considère qu'il « surpasse de loin la majorité des yuri existants » grâce à la profondeur des personnages et l'exploration en « trois dimensions » de leur psychologie . Pour Friedman Fleurs bleues peut facilement se comparer à une histoire écrite par Jane Austen et qu'il est très loin d'être un mélodrame ou une parodie comme peut l'être Strawberry Panic!. Lors d'une seconde critique, elle considère que l'anime de Fleurs bleues est le meilleur yuri de l'année 2009 et qu'il est l'une des « représentations les plus réalistes de l'amour entre femmes jamais vu dans un anime ». Elle note aussi que l'anime est une adaptation fidèle du manga, et que certains passages rendent mieux en anime qu'en manga.
La rédaction d'Anime News Network critique la version manga de Fleurs bleues dans l'édition mai 2007 de leur chronique RIGHT TURN ONLY!! : Le manga y est décrit comme le « meilleur yuri qui existe » et qu'en comparaison, des classiques comme Maria-sama ga miteru ou Strawberry Panic! « ressemblent à des romances bas de gamme ». Takako Shimura est décrite comme « devant être une sorte de génie pour que tout fonctionne, malgré son style économique — dessins et arrière-plans épurés, tout ce qui a besoin d'être dit l'est au travers d'une simple expression faciale. » Toutefois le calme, la lenteur et le peu d'action présents dans l'histoire, couplé à des relations complexes, peut rendre la compréhension de l'histoire difficile pour le lecteur inattentif.
L'anime de Fleurs bleues est sélectionné par le jury comme œuvre recommandée lors de la treizième édition du Japan Media Arts Festival tenue en 2009.